# Europese kampioenschappen roeien 2017
De Europese kampioenschappen roeien 2017 werden van dinsdag 24 mei tot en met zondag 28 mei gehouden in Račice, Tsjechië.

## Medaillewinnaars

### Mannen
| Bootklasse              | Goud | Goud    | Zilver | Zilver  | Brons | Brons   |
| Skiff M1x               | Tsjechië Ondřej Synek | 6:48,13 | Kroatië Damir Martin | 6:50,02 | Wit-Rusland Stanislau Shcharbachenia | 6:52,99 |
| Twee zonder M2-         | Italië Matteo Lodo Giuseppe Vicino | 6:22,58 | Frankrijk Valentin Onfroy Theophile Onfroy | 6:25,96 | Servië Miloš Vasić Nenad Beđik | 6:27,68 |
| Dubbel twee M2x         | Italië Filippo Mondelli Luca Rambaldi | 6:20,92 | Polen Mirosław Ziętarski Mateusz Biskup | 6:22,10 | Zwitserland Barnabé Delarze Roman Röösli | 6:24,16 |
| Vier zonder M4-         | Italië Marco Di Costanzo Giovanni Abagnale Matteo Castaldo Domenico Montrone                                                                                   | 5:54,52 | Roemenië Cristian Ivascu Vlad-Dragos Aicoboae Marius Cozmiuc Ciprian Tudosa                                                                                             | 5:56,07 | Rusland Alexandr Stradaev Daniil Andrienko Semen Yaganov Grigorii Shchulepov                                                                         | 5:56,86 |
| Dubbel vier M4x         | Litouwen Dovydas Nemeravičius Martynas Džiaugys Rolandas Maščinskas Aurimas Adomavičius                                                                        | 5:44,65 | Polen Dominik Czaja Dariusz Radosz Wiktor Chabel Adam Wicenciak | 5:48,02 | Italië Romano Battisti Andrea Panizza Giacomo Gentili Emanuele Fiume                                                                                 | 5:49,13 |
| Acht M8+                | Duitsland Johannes Weissenfeld Felix Wimberger Maximilian Planer Torben Johannesen Jakob Schneider Malte Jakschik Richard Schmidt Hannes Ocik Martin Sauer (s) | 5:28,03 | Polen Zbigniew Schodowski Mateusz Wilangowski Ryszard Ablewski Robert Fuchs Marcin Brzeziński Bartosz Modrzyński Mikołaj Burda Michał Szpakowski Daniel Trojanowski (s) | 5:30,91 | Nederland Boaz Meylink Kaj Hendriks Tone Wieten Roel Braas Ruben Knab Mechiel Versluis Robert Lücken Bjorn van den Ende Diederik van Engelenburg (s) | 5:31,05 |
| Lichte skiff LM1x       | Zwitserland Michael Schmid | 6:51,72 | Hongarije Péter Galambos | 6:51,85 | België Niels Van Zandweghe | 6:51,91 |
| Lichte twee zonder LM2- | Ierland Mark O'Donovan Shane O'Driscoll | 6:32,34 | Rusland Nikita Bolozin Aleksei Kiiashko | 6:34,74 | Italië Giuseppe Di Mare Alfonso Scalzone | 6:34,89 |
| Lichte dubbel twee LM2x | Frankrijk Pierre Houin Jérémie Azou | 6:17,67 | Ierland Gary O'Donovan Paul O'Donovan | 6:20,06 | Italië Stefano Oppo Pietro Ruta | 6:20,36 |
| Lichte vier zonder LM4- | Rusland Maksim Telitcyn Aleksandr Bogdashin Alexander Chaukin Aleksey Vikulin                                                                                  | 6:08,09 | Italië Matteo Pinca Martino Goretti Pierro Sfiligoi Catello Amarante | 6:08,23 | Tsjechië Jan Hajek Jan Vetešník Jiří Kopáč Milan Viktora                                                                                             | 6:14,74 |

### Vrouwen
| Bootklasse                              | Goud | Goud    | Zilver | Zilver  | Brons | Brons   |
| Skiff W1x                               | Verenigd Koninkrijk Victoria Thornley | 7:34,23 | Wit-Rusland Jekaterina Karsten | 7:34,92 | Duitsland Annekatrin Thiele | 7:35,79 |
| Twee zonder W2-                         | Roemenië Mădălina Bereș Laura Oprea | 7:00,53 | Denemarken Hedvig Rasmussen Christina Johansen | 7:04,36 | Verenigd Koninkrijk Karen Bennett Holly Norton | 7:06,65 |
| Dubbel twee W2x                         | Tsjechië Kristýna Fleissnerová Lenka Antošová | 7:04,75 | Nederland Lisa Scheenaard Marloes Oldenburg | 7:06,24 | Italië Kiri Tontodonati Stefania Gobbi | 7:07,79 |
| Vier zonder W4- (Demonstratiewedstrijd) | Roemenië Cristina-Georgiana Popescu Alina Ligia Pop Beatrice-Madalina Parfenie Roxana Parascanu                                                                  | 6:51,64 | Polen Monika Ciaciuch Joanna Dittmann Anna Wierzbowska Maria Wierzbowska                                                                                 | 6:55,32 | Nederland Willeke Vossen Marleen Verburgh Annemarie Bernhard Lisanne Brandsma                                                                                            | 6:59,23 |
| Dubbel vier W4x                         | Duitsland Daniela Schultze Charlotte Reinhardt Frauke Hundeling Frieda Haemmerling                                                                               | 6:24,08 | Nederland Olivia van Rooijen Inge Janssen Sophie Souwer Nicole Beukers                                                                                   | 6:25,63 | Verenigd Koninkrijk Bethany Bryan Mathilda Hodgkins-Byrne Jessica Leyden Holly Nixon                                                                                     | 6:26,54 |
| Acht W8+                                | Roemenië Ioana Vrinceanu Viviana-Iuliana Bejinariu Mihaela Petrila Denisa Tilvescu Mădălina Bereș Iuliana Popa Adelina Cojocariu Laura Oprea Daniela Druncea (s) | 6:10,35 | Nederland Veronique Meester Aletta Jorritsma Kirsten Wielaard Lies Rustenburg José van Veen Ymkje Clevering Karolien Florijn Monica Lanz Ae-Ri Noort (s) | 6:12,86 | Rusland Julia Kalinovskaya Valentina Plaksina Anna Aksenova Anna Karpova Elena Oriabinskaia Anastasia Tikhanova Ekaterina Potapova Alevtina Savkina Evgenii Terekhov (s) | 6:16,05 |
| Lichte skiff LW1x                       | Zweden Emma Fredh | 7:36,24 | Ierland Denise Walsh | 7:38,00 | Zwitserland Patricia Merz | 7:39,94 |
| Lichte dubbel twee LW2x                 | Polen Weronika Deresz Martyna Mikołajczak | 6:58,55 | Nederland Marieke Keijser Ilse Paulis | 7:02,56 | Verenigd Koninkrijk Katherine Copeland Emily Craig | 7:03,02 |

## Medailleklassement
| Plaats | Land                | Goud | Zilver | Brons | Totaal |
| 1      | Italië              | 3    | 1      | 4     | 8      |
| 2      | Roemenië            | 3    | 1      | 0     | 4      |
| 3      | Duitsland           | 2    | 0      | 1     | 3      |
| 3      | Tsjechië            | 2    | 0      | 1     | 3      |
| 5      | Polen               | 1    | 4      | 0     | 5      |
| 6      | Ierland             | 1    | 2      | 0     | 3      |
| 7      | Rusland             | 1    | 1      | 2     | 4      |
| 8      | Frankrijk           | 1    | 1      | 0     | 2      |
| 9      | Verenigd Koninkrijk | 1    | 0      | 3     | 4      |
| 10     | Zwitserland         | 1    | 0      | 2     | 3      |
| 11     | Litouwen            | 1    | 0      | 0     | 1      |
| 11     | Zweden              | 1    | 0      | 0     | 1      |
| 13     | Nederland           | 0    | 4      | 2     | 6      |
| 14     | Wit-Rusland         | 0    | 1      | 1     | 2      |
| 15     | Denemarken          | 0    | 1      | 0     | 1      |
| 15     | Hongarije           | 0    | 1      | 0     | 1      |
| 15     | Kroatië             | 0    | 1      | 0     | 1      |
| 18     | België              | 0    | 0      | 1     | 1      |
| 18     | Servië              | 0    | 0      | 1     | 1      |
| Totaal | Totaal              | 18   | 18     | 18    | 54     |